# Acrocercops argodesma
Acrocercops argodesma là một loài bướm đêm thuộc họ Gracillariidae. Nó được tìm thấy ở Java, Indonesia. Ấu trùng ăn Eugenia cumini.